# Xanthoparmelia thamnolica
Xanthoparmelia thamnolica är en lavart som beskrevs av Hale. Xanthoparmelia thamnolica ingår i släktet Xanthoparmelia och familjen Parmeliaceae.   Inga underarter finns listade i Catalogue of Life.